# 宓庄晓
宓庄晓（1853年—1900年），清朝末年著名烟草业、药业商人。原籍浙江慈谿縣，创办宓大昌烟号，是清末中国烟业的国字号，有“百年烟店”之称。成为清末烟业大王后，宓氏被清廷封为正二品红顶商人。

## 简介
原名宓彰孝，字允和，别号庄晓，世称宓庄晓，于道光十五年（1835年）八月丙戌寅时，生于慈谿縣宓家埭。因清末中国外来烟草盛行，成为烟馆学徒谋生。学得技艺后赴浙江省城杭州湖墅做刨烟工人。同时自制旱烟，因质优价廉，初在杭州颇为畅销，后又远销新疆、云南、东北各边省。宓庄晓在积累了一定资本后，于同治八年（1869年），在杭州清河坊创办了宓大昌烟店，经销各地名产烟丝、水烟、潮烟、鼻烟等烟草产品。又有言，宓庄晓之父宓宝城早已于嘉庆年间在钱塘开创烟业，当时名为“宓世昌烟庄”，经营旱烟丝。宓宝城逝世后，烟庄由其长子宓庄晓继承，宓庄晓在旱烟制作做出了重大改革，也改变了经营，于同治八年（1869年）将自己的家族产业重命名为“宓大昌烟店”。
光绪二十六年（1900）正月戊申亥时，宓氏逝世，享年66岁。唐文治撰写墓表，沈尹默书丹，吴熿刻石。今墓碑尚存。

## 制烟方法
宓氏制烟方法别具一格。宓氏制定在江西的广丰、浙江的萧山、新昌等种植收购烟叶。并封存储藏烟叶三年，再精制成烟丝，手法独一无二。宓氏又在杭城各处开办四个烟叶栈房，每年轮换使用其中储存的烟叶。并将制烟步骤细分作撕叶、刨硬片、配料、成捆、刨烟丝五道大的工序。而加工成品烟丝又细分为贡奇、白奇、元奇、呈奇四个等级。

## 经营谋略
每年烟叶收购都在波动，清末因社会不稳定，烟叶收购价格逐年升高，从而制烟成本提升，但宓氏旱烟的售价却能保持不变，其质量也非常优良。宓氏销售方式也非常灵活，宓庄晓每次外出，都随身携带宓大昌旱烟吸食，不论在路上、轮船船舱等环境，只要有同邻人或邻座乘客，都免费分予吸食，因此不久后就销路大开。宓氏还用新式轮船送货上门，江南水乡河网密布，宓氏雇佣轮船沿途停靠，派伙计上岸推销。宓氏也坚持送货上门的销售方法，不等客户登门。清光绪年间宓大昌烟业已成为杭州名产“五杭”（杭扇、杭剪、杭线、杭粉、杭烟）中的“杭烟”。宓大昌烟号有从业工人四百余人，是浙江最大的烟厂。

## 上海及后话
20世纪初，宓氏家族在上海创设旱烟总发行所，工人约有五六百人，一举成为中国最大烟丝店。
1915年，宓大昌旱烟出国获得巴拿马世界博览会的铜奖。抗日战争期间，宓大昌烟店因战争破坏难于经营，在杭州的工厂剩余约百人。1938年10月，宓大昌因战争南迁，在浙江嵊县开设支店，在战时开工经营，同年又在绍兴成立门市部。抗战末期的1940年至1941年间，工厂仅剩余35人。抗战胜利后1947年，改制作“宓大昌土烟股份有限公司”。1949年，年产烟8吨。1956年，施行公私合营，作“公私合营杭州宓大昌烟丝厂”。1962年，作“公私合营杭州宓大昌烟丝厂”。1964年，更名作“庆丰旱烟店”，后又作“庆丰烟丝厂”。1981年1月1日，停产。

## 纪念和遗物
- 今烟草博物馆经贸馆中宓大昌烟店雕塑[4]
- 今浙江慈溪宓家埭宓大昌大屋，清末民国代表民居，以中共浙东区委成立旧址之名列入全国重点文物保护单位——浙东抗日根据地旧址。
- 今存《清诰授奉政大夫江苏补用同知赠资政大夫二品顶戴赏戴花翎并用道允和宓公墓表》[2]

## 家庭
原配俞氏
- 子宓崇焕，清二品顶戴赏戴花翎直隶补用道。

继配裘氏
- 子宓崇禄[2]

## 备注
1. ↑  “宓”读作“mì”